# آنا مک گاهان
آنا مک گاهان (به انگلیسی: Anna McGahan) بازیگر و نمایشنامه نویس استرالیایی است که در تلویزیون، فیلم و تئاتر استرالیا ظاهر شده‌است.
در سال ۲۰۱۶ او برای دریافت جایزه مقاله ملی کاغذ شنبه، جوایز هورن در فهرست قرار گرفت.

## زندگی شخصی
مک گاهان در کورپارو، کوئینزلند بزرگ شد و به مدرسه گرامر دختران بریزبن واقع در شهر بریزبن رفت و برای لیسانس هنرهای زیبا (بازیگری) در دانشگاه فناوری کوئینزلند تحصیل کرد و در سال ۲۰۱۰ فارغ‌التحصیل شد. او بعداً به سیدنی نقل مکان کرد. پس از پایان دوره دبیرستان شروع به مطالعه روانشناسی کرد. بعد از آن در سال ۲۰۱۲ او به ملبورن نقل مکان کرد.
مک گاهان پیش از عزیمت به ملبورن، مخالف مسیحیت بود ولی مدتی بعد هنگام خواندن کتاب مقدس جدعون در یک اتاق هتل، به مسیحیت گروید. وی در سال ۲۰۱۴ به سپاه رستگاری پیوست و با چندین کلیسای محلی دیگر همکاری می‌کند.
مک گاهان نمایشنامه نویس نیز می‌باشد و در سال ۲۰۰۹ و ۲۰۱۰ برنده جایزه Young Playwright Company Company Queensland شد و در سال ۲۰۱۱ در فهرست جایزه درام برتر کوئینزلند قرار گرفت. 
مک گاهان در آوریل ۲۰۱۷ با جاناتان ویر ازدواج کرد و اولین فرزندشان مرسی ویر، در فوریه ۲۰۱۸ به دنیا آمد.

## فیلم‌شناسی

### فیلم
| سال  | عنوان                   | نقش         | یادداشت |
| ---- | ----------------------- | ----------- | ------- |
| ۲۰۰۹ | Bipolar                 | موتسی       | کوتاه   |
| ۲۰۰۹ | Maligayang Pasko        |             | کوتاه   |
| ۲۰۱۰ | Lance Johnson in Person | ابی         | کوتاه   |
| ۲۰۱۱ | A Little Bit Behind     | جن          | کوتاه   |
| ۲۰۱۲ | ۱۰۰ جریب خونی           | سوفی        |         |
| ۲۰۱۲ | Scratch                 | لولا        | کوتاه   |
| ۲۰۱۲ | Reef 'n' Beef           | دیزی        |         |
| ۲۰۱۲ | Gingers                 | جینگه       | کوتاه   |
| ۲۰۱۶ | Spirit of the Game      | السپت       |         |
| ۲۰۱۶ | Trolley                 | آنا         | کوتاه   |
| ۲۰۱۷ | Project Eden: Vol. I    | آلیس لاوسون |         |
| ۲۰۱۸ | Fur Baby                | کولت        | کوتاه   |

### تلویزیون
| سال       | عنوان                                       | نقش                              | یادداشت                               |
| --------- | ------------------------------------------- | -------------------------------- | ------------------------------------- |
| ۲۰۱۱      | نجات: عملیات ویژه                           | تگان رید                         | قسمت: "این پاییز نیست که تو را می‌کشد" |
| ۲۰۱۱      | نجیب                                        | پنلوپه                           | نقش مهمان (سری ۲)                     |
| ۲۰۱۱      | Underbelly: Razor                           | نلی کامرون                       | نقش اصلی                              |
| ۲۰۱۱      | The Boys' Place                             | جین الکساندر                     | سریال تلویزیونی                       |
| ۲۰۱۲      | Miss Fisher's Murder Mysteries              | خانم پروت                        | قسمت: "دور با پریا"                   |
| ۲۰۱۲      | Undertow                                    | تازه ازدواج کرده                 | فیلم تلویزیونی                        |
| ۲۰۱۲      | Mystery of a Hansom Cab                     | روزانا مور / ملکه                | فیلم تلویزیونی                        |
| ۲۰۱۲–۲۰۱۴ | House Husbands                              | لوسی کراب                        | نقش اصلی (سری ۱–۳)                    |
| ۲۰۱۴      | ANZAC Girls                                 | اولیو هاینس                      | مینی سریال                            |
| ۲۰۱۶      | The Kettering Incident                      | جیلیان باکستر / دکتر کالین مک کی | قسمت: "بازگشت"                        |
| ۲۰۱۶      | Fancy Boy                                   | کارن / ریچل                      | قسمت‌ها: "۱٫۲"، "۱٫۳"                  |
| ۲۰۱۶–۱۷   | The Doctor Blake Mysteries                  | رز اندرسون                       | نقش اصلی (فصل ۴ تا ۵)                 |
| ۲۰۱۷      | The Doctor Blake Mysteries: Family Portrait | رز اندرسون                       | فیلم تلویزیونی                        |
| ۲۰۱۸      | Picnic at Hanging Rock                      | گرتا مک کراو                     | مینی سریال                            |

## جوایز و نامزدها
| سال  | عنوان کار            | جایزه                    | دسته‌بندی                                          | نتیجه    |
| ---- | -------------------- | ------------------------ | ------------------------------------------------- | -------- |
| ۲۰۱۲ | آندربلی رازور        | جوایز هفته تلویزیون لوگی | محبوب‌ترین استعدادهای زن جدید                      | نامزدشده |
| ۲۰۱۲ | آندربلی رازور        | جوایز هفته تلویزیون لوگی | جایزه گراهام کندی برای برجسته‌ترین استعدادهای جدید | نامزدشده |
| ۲۰۱۲ | استرالیایی‌ها در فیلم | بورس تحصیلی هیت لجر      |                                                   | برنده    |